# Адміністративний устрій Старосинявського району
Адміністративний устрій Старосинявського району — адміністративно-територіальний поділ Старосинявського району Хмельницької області на 1 селищну громад у (до 2016 року поділявся на 1  селищну та 16 сільських рад), які об'єднують 45 населених пунктів та підпорядковані Старосинявській районній раді. Адміністративний центр — смт Стара Синява.

## Список громад
- Старосинявська селищна громада

## Список радСтаросинявського району(до 2016 року)
| №  | Назва                       | Центр            | Населені пункти                                                              | Площа км² | Місце за площею | Населення (2001), чол. | Місце за населенням |
| -- | --------------------------- | ---------------- | ---------------------------------------------------------------------------- | --------- | --------------- | ---------------------- | ------------------- |
| 1  | Старосинявська селищна рада | смт Стара Синява | смт Стара Синява с. Іванківці с. Йосипівка с. Теліжинці с. Уласово-Русанівка | 99,200    | 1               | 7579                   | 1                   |
| 2  | Адампільська сільська рада  | с. Адампіль      | с. Адампіль с. Липки с. Перекора                                             | 27,840    | 12              | 1485                   | 5                   |
| 3  | Бабинська сільська рада     | с. Бабине        | с. Бабине с. Дубова                                                          | 30        | 11              | 892                    | 12                  |
| 4  | Залісянська сільська рада   | с. Залісся       | с. Залісся с. Подоляни                                                       | 42,640    | 5               | 936                    | 11                  |
| 5  | Заставецька сільська рада   | с. Заставці      | с. Заставці с. Ілятка с. Красносілка с. Чехи с. Щербані                      | 51,270    | 2               | 2266                   | 2                   |
| 6  | Івківська сільська рада     | с. Івки          | с. Івки с. Мисюрівка с. Травневе                                             | 30,990    | 10              | 951                    | 10                  |
| 7  | Лисанівська сільська рада   | с. Лисанівці     | с. Лисанівці с. Паньківці                                                    | 41,520    | 6               | 1117                   | 7                   |
| 8  | Мшанецька сільська рада     | с. Мшанець       | с. Мшанець                                                                   | 22,280    | 16              | 423                    | 17                  |
| 9  | Новосинявська сільська рада | с. Нова Синявка  | с. Нова Синявка                                                              | 43,240    | 4               | 1198                   | 6                   |
| 10 | Ожарівська сільська рада    | с. Ожарівка      | с. Ожарівка с. Пишки                                                         | 26,480    | 15              | 492                    | 15                  |
| 11 | Паплинецька сільська рада   | с. Паплинці      | с. Паплинці с. Гончариха                                                     | 31,790    | 9               | 1111                   | 8                   |
| 12 | Пасічнянська сільська рада  | с. Пасічна       | с. Пасічна с. Гречана с. Рідкодуб                                            | 35,260    | 7               | 1807                   | 3                   |
| 13 | Пилявківська сільська рада  | с. Пилявка       | с. Пилявка с. Карпівці                                                       | 27,370    | 14              | 748                    | 13                  |
| 14 | Пилявська сільська рада     | с. Пилява        | с. Пилява с. Вишневе с. Миколаївка с. Олександрівка с. Олексіївка            | 50,830    | 3               | 1779                   | 4                   |
| 15 | Сьомаківська сільська рада  | с. Сьомаки       | с. Сьомаки с. Буглаї с. Дашківці с. Хутір Дашківський                        | 3,700     | 17              | 977                    | 9                   |
| 16 | Харковецька сільська рада   | с. Харківці      | с. Харківці                                                                  | 27,600    | 13              | 478                    | 16                  |
| 17 | Цимбалівська сільська рада  | с. Цимбалівка    | с. Цимбалівка с. Яблунівка                                                   | 34,290    | 8               | 746                    | 14                  |

* Примітки: м. — місто, с-ще — селище, смт — селище міського типу, с. — село